# 凌春鴻
凌春鴻（？年—？年），字文清，四川省宜賓縣菜壩鄉大栗山人（今宜賓市翠屏區思坡鄉常慶村大栗山），祖籍湖南衡州府衡陽縣。宣統二年農科進士。其祖父凌心垣是同治七年戊辰科進士，叔祖凌心坦是光緒三年丁丑科進士。其父为凌萬銘，清光緒元年舉人，內閣中書，外務部郎中。

## 生平
光緒三十三年丁未（1907年），留日四川同鄉會議決，以吳永珊、張錚、吳鼎昌、韓楷、凌春鴻、胡光普六人即補留學官費。要求六人各將履歷、學歷、到東年月速報駐日使館。
宣統二年(1910年)參加遊學畢業生考試，得83分，列最優等。九月二日，內閣奉上諭：凌春鴻著賞給農科進士。
宣統三年(1911年)，廷試一等，經學部考驗列最優等，授職翰林院編修。
民國三年(1914年3月—1916年8月)，任四川公立農業專門學校校長，民國十四年再任(1925年10月—1927年2月)。